# Buliminoides
Buliminoides es un género de foraminífero bentónico de la familia Buliminoididae, de la superfamilia Glabratelloidea, del suborden Rotaliina y del orden Rotaliida. Su especie tipo es Bulimina williamsoniana. Su rango cronoestratigráfico abarca desde el Oligoceno hasta la Actualidad.

## Clasificación
Buliminoides incluye a las siguientes especies:
- Buliminoides bantamensis
- Buliminoides burdigaliense
- Buliminoides californicus
- Buliminoides choctawensis
- Buliminoides curta
- Buliminoides eocenica
- Buliminoides laevigata
- Buliminoides latissimus
- Buliminoides parallelus
- Buliminoides rugosum
- Buliminoides seigliei
- Buliminoides stainforthi
- Buliminoides williamsoniana